# 新潟都市圏
新潟都市圏（にいがたとしけん）とは、新潟市を中心として形成された都市圏のこと。域内総生産は約3兆8047億円。平成の大合併において、新潟都市圏を構成する自治体の内、14市町村が新潟市に編入合併された。また燕市(人口約8万人)からの通勤通学率は三条市を上回っており新潟都市圏に入る条件を満たしているが諸々の理由により新潟都市圏ではなく三条都市圏に入っている。総務省統計局実施の国勢調査や経済センサスでの地域区分は三条市、燕市を含めた「新潟大都市圏」を用いている。

## 定義

### 1.5% 都市圏
総務省の基準による1.5% 都市圏の人口は、2015年の国勢調査基準で、約140万人となっている。2007年の政令指定都市移行に伴い、2010年の調査より「大都市圏」に昇格した。
| 年     | 人口 （人） | 面積 (km2) | 人口密度 (人/km2) |
| ------ | ----------- | ---------- | ----------------- |
| 2000年 | 1,349,573   | 3,040      | 444               |
| 2005年 | 1,442,958   | 4,522      | 319               |
| 2010年 | 1,421,694   | 5,345      | 266               |
| 2015年 | 1,395,612   | 5,345      | 261               |
| 2020年 | 1,338,127   | 5,044      | 265               |

### 連携中枢都市圏
総務省の制度により、新潟市、三条市、新発田市、燕市、五泉市、阿賀野市、胎内市、聖籠町、弥彦村、田上町、阿賀町の7市3町1村で新潟広域都市圏を形成している。

### 都市雇用圏

新潟都市圏（都市雇用圏）の範囲。藍色は中心都市。

2015年国勢調査の基準では5市2町で構成され、2015年の人口は1,060,013人である。この基準に従えば、人口規模は富山都市圏（高岡市を含む）と同程度である。
概ね10%通勤圏であり、詳しい定義は「都市雇用圏」を参照のこと。
通勤率が最も高い自治体は阿賀野市の27.7%であり、以下は通勤率上位5つの自治体である（2015年国勢調査）。
| 順位 | 自治体   | 通勤率 |
| ---- | -------- | ------ |
| 1    | 阿賀野市 | 27.7%  |
| 2    | 聖籠町   | 24.3%  |
| 3    | 田上町   | 23.6%  |
| 4    | 五泉市   | 22.9%  |
| 5    | 新発田市 | 17.0%  |

### 都市圏の変遷
都市雇用圏を構成しない自治体は、各統計年の欄で灰色かつ「-」で示す。
| 自治体 ('80) | 1980年                   | 1990年                 | 1995年                 | 2000年                 | 2005年                  | 2010年                  | 2015年                  | 自治体 （現在） |
| ------------ | ------------------------ | ---------------------- | ---------------------- | ---------------------- | ----------------------- | ----------------------- | ----------------------- | --------------- |
| 荒川町       | -                        | -                      | -                      | 村上 都市圏 6万6032人  | 新潟 都市圏 109万3264人 | 村上 都市圏 7万2865人   | 村上 都市圏 6万8274人   | 村上市          |
| 中条町       | -                        | -                      | -                      | -                      | 新潟 都市圏 109万3264人 | 新潟 都市圏 107万1152人 | 新潟 都市圏 106万0013人 | 胎内市          |
| 黒川村       | -                        | -                      | -                      | -                      | 新潟 都市圏 109万3264人 | 新潟 都市圏 107万1152人 | 新潟 都市圏 106万0013人 | 胎内市          |
| 五泉市       | 五泉 都市圏 6万7574人    | 五泉 都市圏 6万5902人  | 五泉 都市圏 6万0354人  | 五泉 都市圏 6万3086人  | 新潟 都市圏 109万3264人 | 新潟 都市圏 107万1152人 | 新潟 都市圏 106万0013人 | 五泉市          |
| 村松町       | 五泉 都市圏 6万7574人    | 五泉 都市圏 6万5902人  | 五泉 都市圏 6万0354人  | 五泉 都市圏 6万3086人  | 新潟 都市圏 109万3264人 | 新潟 都市圏 107万1152人 | 新潟 都市圏 106万0013人 | 五泉市          |
| 安田町       | -                        | -                      | -                      | -                      | 新潟 都市圏 109万3264人 | 新潟 都市圏 107万1152人 | 新潟 都市圏 106万0013人 | 阿賀野市        |
| 紫雲寺町     | 新発田 都市圏 10万2124人 | 新潟 都市圏 91万3198人 | 新潟 都市圏 93万6750人 | 新潟 都市圏 94万7310人 | 新潟 都市圏 109万3264人 | 新潟 都市圏 107万1152人 | 新潟 都市圏 106万0013人 | 新発田市        |
| 加治川村     | 新発田 都市圏 10万2124人 | 新潟 都市圏 91万3198人 | 新潟 都市圏 93万6750人 | 新潟 都市圏 94万7310人 | 新潟 都市圏 109万3264人 | 新潟 都市圏 107万1152人 | 新潟 都市圏 106万0013人 | 新発田市        |
| 豊浦町       | 新発田 都市圏 10万2124人 | 新潟 都市圏 91万3198人 | 新潟 都市圏 93万6750人 | 新潟 都市圏 94万7310人 | 新潟 都市圏 109万3264人 | 新潟 都市圏 107万1152人 | 新潟 都市圏 106万0013人 | 新発田市        |
| 新発田市     | 新発田 都市圏 10万2124人 | 新潟 都市圏 91万3198人 | 新潟 都市圏 93万6750人 | 新潟 都市圏 94万7310人 | 新潟 都市圏 109万3264人 | 新潟 都市圏 107万1152人 | 新潟 都市圏 106万0013人 | 新発田市        |
| 聖籠町       | 新潟 都市圏 72万6983人   | 新潟 都市圏 91万3198人 | 新潟 都市圏 93万6750人 | 新潟 都市圏 94万7310人 | 新潟 都市圏 109万3264人 | 新潟 都市圏 107万1152人 | 新潟 都市圏 106万0013人 | 聖籠町          |
| 笹神村       | 新潟 都市圏 72万6983人   | 新潟 都市圏 91万3198人 | 新潟 都市圏 93万6750人 | 新潟 都市圏 94万7310人 | 新潟 都市圏 109万3264人 | 新潟 都市圏 107万1152人 | 新潟 都市圏 106万0013人 | 阿賀野市        |
| 水原町       | 新潟 都市圏 72万6983人   | 新潟 都市圏 91万3198人 | 新潟 都市圏 93万6750人 | 新潟 都市圏 94万7310人 | 新潟 都市圏 109万3264人 | 新潟 都市圏 107万1152人 | 新潟 都市圏 106万0013人 | 阿賀野市        |
| 京ヶ瀬村     | 新潟 都市圏 72万6983人   | 新潟 都市圏 91万3198人 | 新潟 都市圏 93万6750人 | 新潟 都市圏 94万7310人 | 新潟 都市圏 109万3264人 | 新潟 都市圏 107万1152人 | 新潟 都市圏 106万0013人 | 阿賀野市        |
| 豊栄市       | 新潟 都市圏 72万6983人   | 新潟 都市圏 91万3198人 | 新潟 都市圏 93万6750人 | 新潟 都市圏 94万7310人 | 新潟 都市圏 109万3264人 | 新潟 都市圏 107万1152人 | 新潟 都市圏 106万0013人 | 新潟市          |
| 新津市       | 新潟 都市圏 72万6983人   | 新潟 都市圏 91万3198人 | 新潟 都市圏 93万6750人 | 新潟 都市圏 94万7310人 | 新潟 都市圏 109万3264人 | 新潟 都市圏 107万1152人 | 新潟 都市圏 106万0013人 | 新潟市          |
| 新潟市       | 新潟 都市圏 72万6983人   | 新潟 都市圏 91万3198人 | 新潟 都市圏 93万6750人 | 新潟 都市圏 94万7310人 | 新潟 都市圏 109万3264人 | 新潟 都市圏 107万1152人 | 新潟 都市圏 106万0013人 | 新潟市          |
| 黒埼町       | 新潟 都市圏 72万6983人   | 新潟 都市圏 91万3198人 | 新潟 都市圏 93万6750人 | 新潟 都市圏 94万7310人 | 新潟 都市圏 109万3264人 | 新潟 都市圏 107万1152人 | 新潟 都市圏 106万0013人 | 新潟市          |
| 小須戸町     | 新潟 都市圏 72万6983人   | 新潟 都市圏 91万3198人 | 新潟 都市圏 93万6750人 | 新潟 都市圏 94万7310人 | 新潟 都市圏 109万3264人 | 新潟 都市圏 107万1152人 | 新潟 都市圏 106万0013人 | 新潟市          |
| 横越村       | 新潟 都市圏 72万6983人   | 新潟 都市圏 91万3198人 | 新潟 都市圏 93万6750人 | 新潟 都市圏 94万7310人 | 新潟 都市圏 109万3264人 | 新潟 都市圏 107万1152人 | 新潟 都市圏 106万0013人 | 新潟市          |
| 亀田町       | 新潟 都市圏 72万6983人   | 新潟 都市圏 91万3198人 | 新潟 都市圏 93万6750人 | 新潟 都市圏 94万7310人 | 新潟 都市圏 109万3264人 | 新潟 都市圏 107万1152人 | 新潟 都市圏 106万0013人 | 新潟市          |
| 巻町         | 新潟 都市圏 72万6983人   | 新潟 都市圏 91万3198人 | 新潟 都市圏 93万6750人 | 新潟 都市圏 94万7310人 | 新潟 都市圏 109万3264人 | 新潟 都市圏 107万1152人 | 新潟 都市圏 106万0013人 | 新潟市          |
| 潟東村       | 新潟 都市圏 72万6983人   | 新潟 都市圏 91万3198人 | 新潟 都市圏 93万6750人 | 新潟 都市圏 94万7310人 | 新潟 都市圏 109万3264人 | 新潟 都市圏 107万1152人 | 新潟 都市圏 106万0013人 | 新潟市          |
| 西川町       | 新潟 都市圏 72万6983人   | 新潟 都市圏 91万3198人 | 新潟 都市圏 93万6750人 | 新潟 都市圏 94万7310人 | 新潟 都市圏 109万3264人 | 新潟 都市圏 107万1152人 | 新潟 都市圏 106万0013人 | 新潟市          |
| 味方村       | 新潟 都市圏 72万6983人   | 新潟 都市圏 91万3198人 | 新潟 都市圏 93万6750人 | 新潟 都市圏 94万7310人 | 新潟 都市圏 109万3264人 | 新潟 都市圏 107万1152人 | 新潟 都市圏 106万0013人 | 新潟市          |
| 月潟村       | -                        | 新潟 都市圏 91万3198人 | 新潟 都市圏 93万6750人 | 新潟 都市圏 94万7310人 | 新潟 都市圏 109万3264人 | 新潟 都市圏 107万1152人 | 新潟 都市圏 106万0013人 | 新潟市          |
| 白根市       | -                        | 新潟 都市圏 91万3198人 | 新潟 都市圏 93万6750人 | 新潟 都市圏 94万7310人 | 新潟 都市圏 109万3264人 | 新潟 都市圏 107万1152人 | 新潟 都市圏 106万0013人 | 新潟市          |
| 岩室村       | 燕 都市圏 10万6671人     | 燕 都市圏 12万1336人   | 燕 都市圏 12万2084人   | 燕 都市圏 12万1606人   | 新潟 都市圏 109万3264人 | 新潟 都市圏 107万1152人 | 新潟 都市圏 106万0013人 | 新潟市          |
| 中之口村     | 燕 都市圏 10万6671人     | 燕 都市圏 12万1336人   | 燕 都市圏 12万2084人   | 燕 都市圏 12万1606人   | 新潟 都市圏 109万3264人 | 新潟 都市圏 107万1152人 | 新潟 都市圏 106万0013人 | 新潟市          |
| 田上町       | 加茂 都市圏 4万8101人    | 三条 都市圏 15万7851人 | 三条 都市圏 15万6899人 | 三条 都市圏 15万4383人 | 新潟 都市圏 109万3264人 | 新潟 都市圏 107万1152人 | 新潟 都市圏 106万0013人 | 田上町          |

- 新潟市
  - 2001年：新潟市が黒埼町を編入合併した。
  - 2005年3月21日：新潟市が、新津市、白根市、豊栄市、小須戸町、横越町、亀田町、岩室村、西川町、味方村、潟東村、月潟村、中之口村の12市町村を編入合併した。
  - 2005年10月10日：新潟市が巻町を編入合併した。
- 新発田市
  - 2003年7月7日：新発田市が北蒲原郡豊浦町を編入合併した。
  - 2005年5月1日：新発田市が北蒲原郡紫雲寺町、加治川村を編入合併した。
- その他
  - 2004年4月1日：安田町、水原町、京ヶ瀬村、笹神村の4町村が新設合併し阿賀野市となった。
  - 2005年9月1日：中条町、黒川村が新設合併し胎内市となった。
  - 2006年1月1日：五泉市、村松町が新設合併し新たに五泉市となった。
  - 2008年4月1日：村上市、荒川町、神林村、朝日村、山北町が新設合併し新たに村上市となった。
  - 2014年4月1日から大都市近郊区間が拡大した。

### Suica利用可能区間

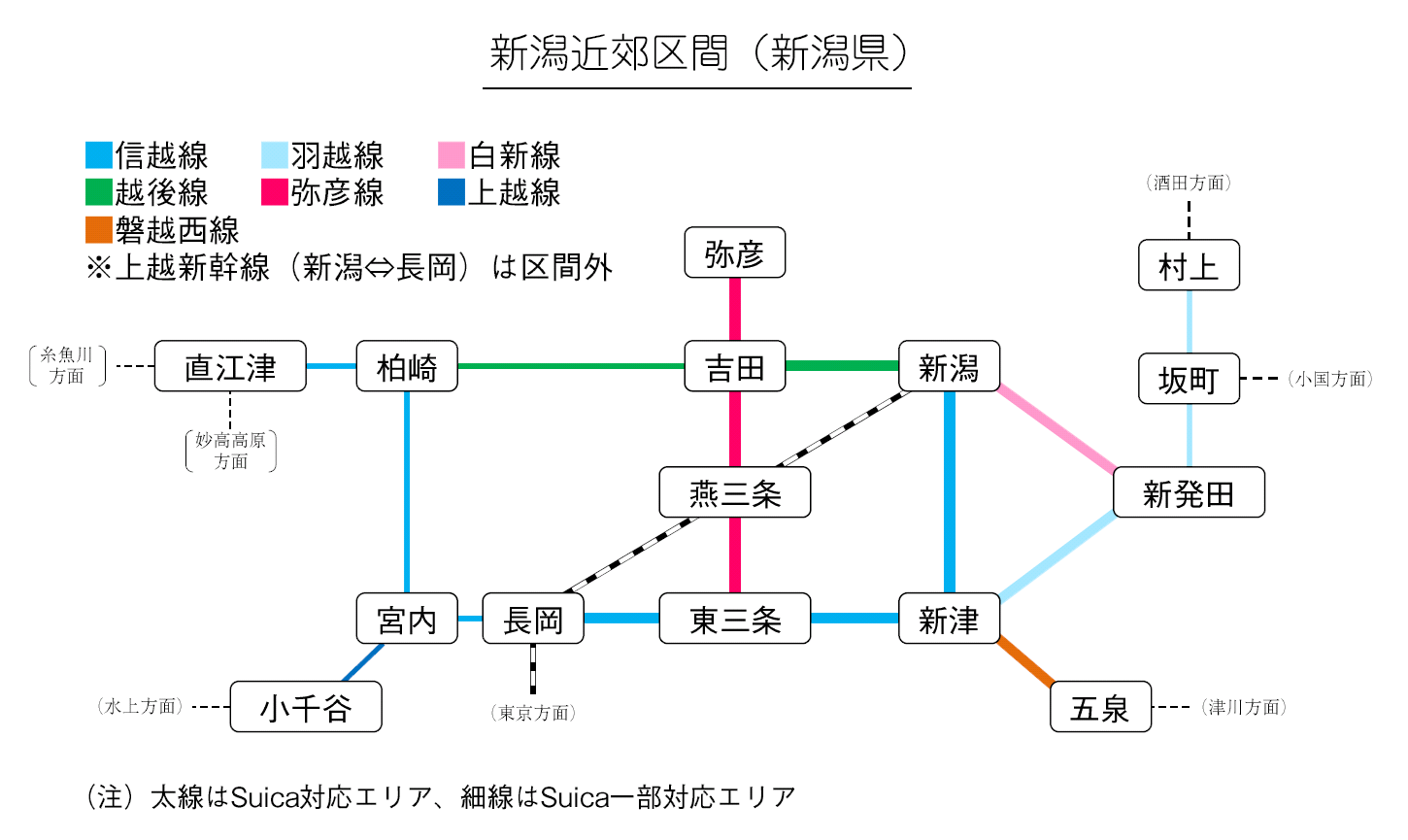
新潟近郊区間略図。区間内の駅の詳細については、Suica対応路線マップ新潟エリアを参照。

新潟地区は自動改札およびSuica導入に先駆けて新潟近郊区間が設定された。Suica対応区間はこれらから阿賀野市と新発田市が主な区間となる羽越本線単独駅と三条市と燕市と弥彦村が全区間となる弥彦線単独駅と上越新幹線を除いた区間となる。Suica区間そのものは当初は新潟駅を中心とした放射状であったが、羽越本線と弥彦線があるために新潟地区の鉄道網は網状になっており、運賃計算の都合上近郊区間が設定されることとなった。
JR東日本は2008年3月15日、上記で除かれた区間と信越本線東三条 - 長岡間と磐越西線新津 - 五泉間でSuicaサービスを開始し、それに伴い近郊区間も拡大した。なお上越新幹線新潟 - 燕三条 - 長岡間のSuicaFREX定期券については2009年3月14日にサービスを開始した。
2014年4月1日から新潟エリアの上越線の小千谷駅、信越本線の宮内・柏崎・直江津各駅、羽越本線の中条・坂町・村上各駅の7駅がSuicaの一部サービスに対応となった。新潟近郊区間も上越線小千谷～宮内間と信越本線直江津～長岡間、越後線柏崎～吉田間、羽越本線新発田～村上間が新たに拡大された。

## 交通
県庁所在地で政令指定都市である新潟市を中心に鉄道網やバイパス網が放射状に伸びている。
鉄道
東日本旅客鉄道(JR東日本)
上越新幹線 :新潟駅
■信越本線 :新潟駅 - 越後石山駅 - 亀田駅 - 荻川駅 - さつき野駅 - 新津駅 -古津駅 - 矢代田駅 - 田上駅 - 羽生田駅 -
■白新線 :新潟駅 - 東新潟駅 - 大形駅 - 新崎駅 - 早通駅 - 豊栄駅 - 黒山駅 - 佐々木駅 - 西新発田駅 - 新発田駅
■越後線 :新潟駅 - 上所駅 - 白山駅 - 関屋駅 - 青山駅 - 小針駅 - 寺尾駅 - 新潟大学前駅 - 内野駅 - 内野西が丘駅 - 越後赤塚駅 - 越後曽根駅 - 巻駅 - 岩室駅 - 北吉田駅 - 吉田駅 - 
■弥彦線 :弥彦駅 - 矢作駅 - 吉田駅 - 西燕駅 - 燕駅 - 
■羽越本線 :新津駅 - 京ヶ瀬駅 - 水原駅 - 神山駅 - 月岡駅 - 中浦駅 - 新発田駅 - 加治駅 - 金塚駅 - 中条駅 - 平木田駅 - 坂町駅 - 平林駅 - 岩船町駅 - 村上駅 - 
■米坂線 :坂町駅 -
■磐越西線 :新津駅 - 東新津駅 - 新関駅 - 北五泉駅 - 五泉駅 -  
聖籠町と新潟市南区のみ鉄道空白地帯である。このうち南区は、1999年まで「新潟交通電車線」が存在した。  
高速道路
- E7日本海東北自動車道(朝日まほろばIC以北は現在「朝日温海道路」として建設中)
- E8北陸自動車道
- E49磐越自動車道

バイパス
- 新潟バイパス
- 新潟西バイパス
- 新新バイパス
- 栗ノ木バイパス
- 亀田バイパス
- 新津バイパス
- 白根バイパス
- 巻バイパス
- 巻南バイパス

環状道路
- 新潟中央環状道路線(事業中)

路線バス
- 新潟交通

高速バス
- 新潟交通観光バス
- 蒲原鉄道
- ときライナー

### 同規模の都市圏
- 富山都市圏
- 静岡都市圏
- 浜松都市圏
- 岡山都市圏
- 熊本都市圏